# Medjebar
Medjebar (em árabe: مجبر), também escrito Moudjbar ou Moudjebeur, é uma comuna localizada na província de Médéa, Argélia. De acordo com o censo de 2008, a população total da cidade era de 5 428 habitantes.